# Massen (Unna)
Massen è una frazione del comune di Unna, nel land della Renania Settentrionale-Vestfalia, in Germania.
Già comune autonomo, fu incorporato a Unna il 1º gennaio 1968.